# Ceylonthelphusa diva
Ceylonthelphusa diva là một loài giáp xác trong họ Parathelphusidae.